# قرار مجلس الأمن التابع للأمم المتحدة رقم 1523
قرار مجلس الأمن التابع للأمم المتحدة 1523، المتخذ بالإجماع في 30 كانون الثاني / يناير 2004، بعد التذكير بجميع القرارات السابقة بشأن الوضع في الصحراء الغربية، ولا سيما القرار 1495 (2003)، مدد المجلس ولاية بعثة الأمم المتحدة للاستفتاء في الصحراء الغربية حتى 30 أبريل 2004.
تم اتخاذ قرار تمديد ولاية البعثة بعد طلب جيمس بيكر لإجراء مزيد من المناقشات مع المغرب فيما يتعلق بخطة بيكر، المتعلقة بتقرير مصير الإقليم ؛ قبلت جبهة البوليساريو الخطة في 6 يوليو 2003. ثم طُلب من الأمين العام كوفي عنان تقديم تقرير عن الوضع في نهاية ولاية البعثة الأممية.

## روابط خارجية
- نص القرار في undocs.org